# 劇場、音楽堂等の活性化に関する法律
劇場、音楽堂等の活性化に関する法律（げきじょう、おんがくどうとうのかっせいかにかんするほうりつ、平成24年6月27日法律第49号）は、おもに地方公共団体等が設置する劇場や音楽堂等の活性化に関して、2012年（平成24年）に制定された日本の法律である。劇場法（げきじょうほう）とも略称される。2017年（平成29年）文化芸術振興基本法の文化芸術基本法への改称にともない、文言の一部を変更する改正が行われた。

## 概要
この法律にいう「劇場、音楽堂等」は、文化ホール、文化会館、公会堂、演芸場、能楽堂などといった名称の違いや、規模の大小にかかわらず、「文化の振興を目的とし、実演芸術の公演を実施することができるもの」を指しており、複合的な機能を有する複合多目的施設や民間事業者が設置する施設も含まれる。
この法律は、劇場、音楽堂等の法的定義づけをおこなうとともに、それが行うべき事業を明確化し、さらに国や地方公共団体が取り組むべき環境の整備などの促進を謳い、文部科学大臣が取り組みへの指針を策定することを定めている。

## 成立の経緯
日本芸能実演家団体協議会（芸団協）などによる、劇場、音楽堂等の振興策に関する立法化を求める運動を受け、文化芸術振興議員連盟の前身であった音楽議員連盟が、議員立法により成立させた法律である。